# Konrad Kurzbold

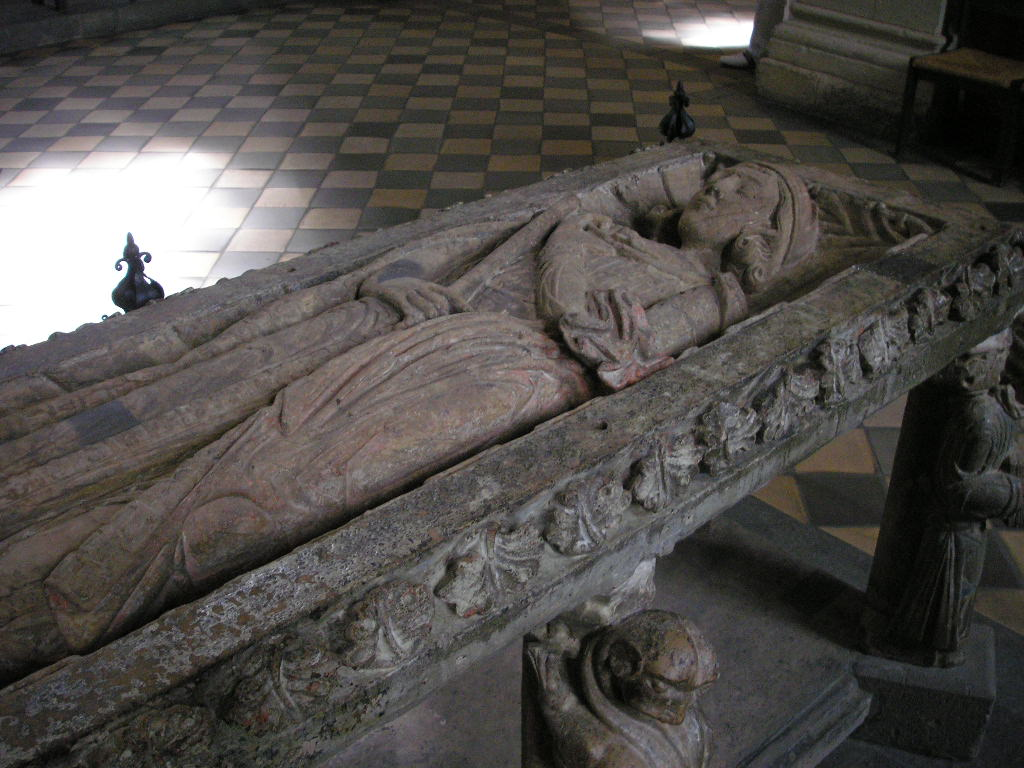
Tischgrab des Konrad Kurzbold im Limburger Dom: als Tischplatte die liegende Skulptur; die Tischfüße stehen auf der Bodenplatte, unter der die Gebeine ruhen.

Konrad (* ca. 885–890; † vermutlich 30. Juni 948), zur Unterscheidung von anderen Konraden aus dem Geschlecht der Konradiner meist Konrad Kurzbold genannt, war Graf des unteren Niederlahngaus (Limburger Becken und Umgebung) und ein Gefolgsmann der Könige und Kaiser Ludwig das Kind, Heinrich I. und Otto I. Er war ein Vetter von König Konrad I. und gründete das Stift St. Georg in Limburg, um das sich die Stadt Limburg an der Lahn entwickelte.

## Leben
Konrad Kurzbold, der seinen Beinamen wahrscheinlich wegen seiner für einen Adligen eher geringen (aber verglichen mit dem Volk nur leicht unterdurchschnittlichen bis normalen) Körpergröße sowie wegen seiner großen Tapferkeit (althochdeutsch bald = kühn) erhielt, wurde erstmals im Februar 910 erwähnt. In diesem Jahr übereignete ihm Ludwig das Kind einen Hof mit der Erlaubnis, diesen für eine Kirche zu verwenden, die Konrad auf einem Berg namens Lintburk (oder lintpurc), Limburg, erbauen wollte.
Konrads Eltern waren Eberhard, Graf des Niederlahngaus, und dessen Gattin Wiltrud. Vermutlich wuchs er im Herzogtum Franken auf, denn seine Mutter  Wiltrud floh nach dem Tod ihres Mannes 902 mit ihren Söhnen in das Herrschaftsgebiet von Eberhards Brüdern am Unterlauf der Lahn. Im Niederlahngau trat Konrad das Erbe seines Vaters an, konnte wohl aber nur einen Teil von dessen Herrschaftsrechten in den umliegenden Regionen übernehmen.
Nach dem Ende von Konrads I. Herrschaft scheint Konrad Kurzbold ein gutes Verhältnis zum ab 919 herrschenden Heinrich I. gehabt zu haben, wenn er auch anders als bei seinem Vetter nicht mehr mit Hofdiensten verbürgt war.
Konrads geschichtlich bedeutendste Leistung war sein Sieg in der Schlacht bei Andernach am 2. Oktober 939, den er zusammen mit seinem Vetter Udo, Graf der Wetterau, gegen die Herzöge Eberhard von Franken, einen Vetter Konrads und Udos, und Giselbert von Lothringen errang, die sich im Aufstand gegen Otto I. befanden. Die beiden Herzöge waren plündernd in die Grafschaften der beiden königstreuen Konradiner eingefallen, die sie mit einer eigenen Streitmacht verfolgten und angriffen, als der Großteil von deren Heer bereits bei Andernach über den Rhein gesetzt war, die Anführer aber noch nicht. Eberhard fiel in der Schlacht, Giselbert ertrank im Rhein bei dem Versuch zu fliehen. Für diesen Sieg, der den Aufstand gegen ihn beendete, schenkte Otto I. Konrad Kurzbold ein Gut für das von diesem gegründete Stift St. Georg zu Limburg. Zudem sind mehrere Hofdienste Konrads für Otto überliefert, einige davon auch schon vor 939.
Aufgrund seiner militärischen Leistungen und seiner geringen Größe wurde Konrad Kurzbold zur Sagenfigur, von der Ekkehard IV. von St. Gallen berichtet, Kurzbold habe als neuer David einen riesigen, prahlerischen Slawen erschlagen und habe bei einer anderen Gelegenheit, als Kurzbold mit Otto I. unterwegs gewesen sei, einen angreifenden Löwen getötet, ehe der König überhaupt sein Schwert gezogen habe. 
Die von Ekkehard fast 100 Jahre nach Konrads Tod behauptete und in der Heimatforschung immer wieder kolportierte „Abscheu vor Frauen und Äpfeln“ wird von Wolf-Heino Struck als Ausdruck eines eine Zeitlang unverheiratet gebliebenen Mannes, der zudem in der damaligen Diskussion um das Zölibat die Kirchenleute vor dem Sündenfall (Apfel) warnte, interpretiert, und sei also nicht wörtlich zu nehmen.

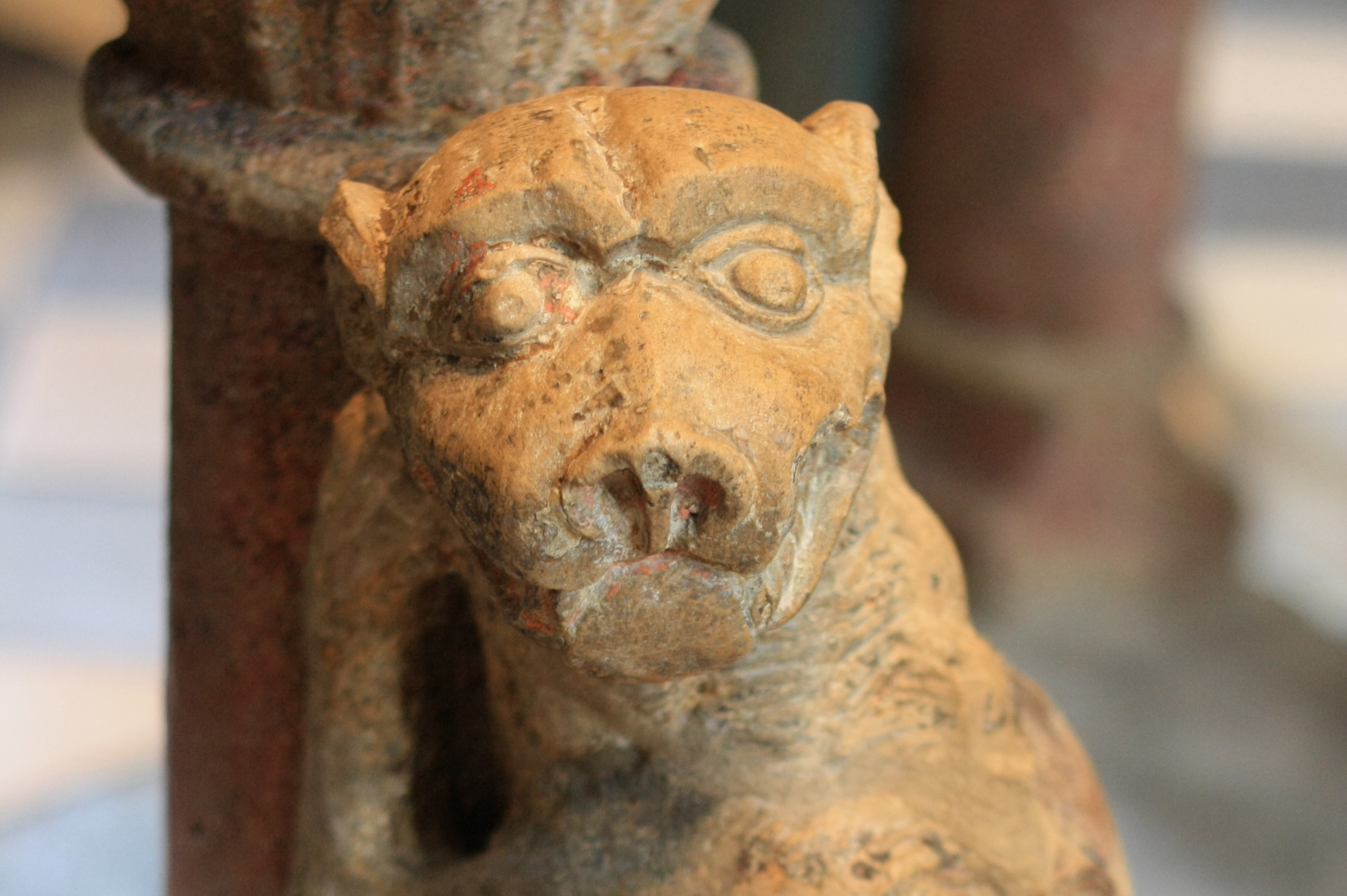
Löwe am Grab von Konrad Kurzbold

Konrad Kurzbold starb 948 und wurde von seinem Bruder beerbt. Er wurde mittig im Chor des von ihm gestifteten Georgsdom in Limburg bestattet. Infolge der durch das Zweite Vatikanische Konzil vorgenommenen Änderungen im Ablauf der Liturgie wurde das 1235 angefertigte Hochgrab (Tischgrab) zunächst auf die Empore des Limburger Doms verlegt, bevor es im nördlichen Querhaus seinen endgültigen Standort fand. Die Grabplatte als Tischplatte des Tischgrabes ist wie ein offener Sarg skulptiert. Die darin liegende Figur zeigt Konrad umrankt von Akantuslaub im jungen Mannesalter von etwa 30 Jahren – eine christologische Anspielung auf Leben und Unsterblichkeit des Stifters. Die Füße des Tischgrabs stehen auf einer Bodenplatte, darunter ruhen die Gebeine des Toten. Als Todestag Konrad Kurzbolds bezeugen die Fuldaer Totenannalen die 2. Kalenden des Juli (30.6.). Am 30. Juni jeden Jahres wird daher im Limburger Dom mit einer Heiligen Messe an den Stifter erinnert, für den ein Seligsprechungsverfahren niemals eingeleitet wurde.